# Ricardo Bonilla (actor)
Ricardo David Bonilla Laines (Lima, 14 de marzo de 1969) es un actor de televisión, empresario y animador infantil peruano, reconocido principalmente por haber caracterizado al dragón Timoteo en los programas infantiles del canal peruano América Televisión. 

## Biografía

### Primeros años e inicios en la televisión
Ricardo David Bonilla Laines nació en la ciudad de Lima el 14 de marzo de 1969, criado en una familia de clase media. Desde joven, Bonilla recibió clases de actuación con Reynaldo Arenas y Hudson Valdivia.
Comenzó su carrera artística trabajando como tramoyista en el Teatro Canout y, a la vez, artista recurrente para algunos programas cómicos de su país.

### Timoteo

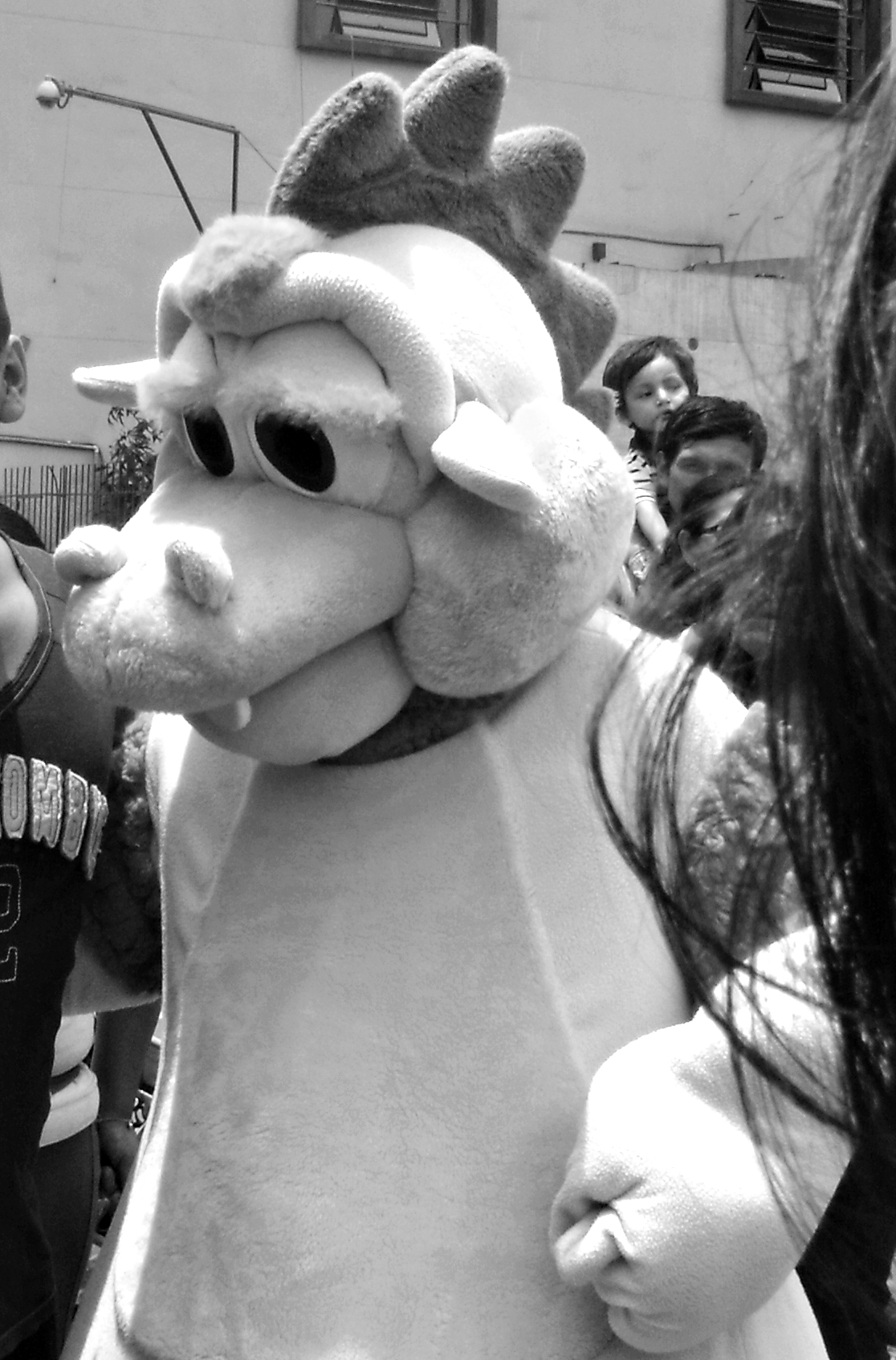
Bonilla interpretando a Timoteo en 2013.

En 1992, ingresó a la televisora América Televisión inicialmente como coordinador de televisión. Un año después ingresó como invitado del programa Gisela en América, conducido por la exvedette Gisela Valcárcel.
En 1995, ingresó como presentador del programa infantil Karina y Timoteo, junto a Karina Rivera. Como parte del programa, interpretó al personaje que lo llevaría a la fama y consolidarse por años en la televisión: el dragón Timoteo con su famosa frase: De la Refurinflunflay. Debido a su popularidad, Bonilla y Karina participaron en el spot publicitario de la marca de leches Ideal denominado Buenas noches, hasta mañana donde lanzó su famosa frase: ¡Mmm, qué rica mi leche! y se mostraba a Timoteo tomándola antes de irse a dormir. En paralelo con Karina y Timoteo, fue parte junto a Rivera de la conducción del programa televisivo El show del Chavo, basado en la serie cómica mexicana El Chavo del 8 y fue transmitido por América Televisión durante el periodo 1996-2000.
Años más tarde, en 1999 tras la salida de Karina Rivera del programa por motivos de su embarazo, fruto de su relación con el actor cubano Orlando Fundichely, ingresa María Pía Copello como su reemplazo. Un año después, lanzaron el programa María Pía y Timoteo. En 2006, el programa cambió de nombre a De la Re, que meses después terminaría a finales de ese año, tras seis años de emisión.
En 2007 ingresó como el presentador del programa infantil La casa de Timoteo junto a Jorge Bustamante, ambos como Timoteo y el profesor Otto respectivamente. Con Bustamante, Bonilla formó una nueva dupla, donde compartirían secuencias, entre ellas, se destacan los superhéroes ficticios Capitán Chicharrón y Camoteman. También hizo circos por fiestas patrias con su personaje. Tras el final de La casa de Timoteo, en 2012, fue presentado como el coconductor del programa ¡Qué familias! junto a Mónica Rossi, Percy McKay y Ximena Hoyos, sin embargo, el proyecto no duró mucho tiempo.
Meses después, volvió a trabajar con Bustamante en el programa Americlub. Sin embargo, debido a los conflictos con los gerentes del canal, Bonilla renuncia a América Televisión en 2014 tras 21 años de actividad dejando de caracterizar a Timoteo.[cita requerida]
En 2020, celebró las bodas de plata de la creación de su personaje, siendo invitado a otros programas de América Televisión. Volvió a juntarse con Karina Rivera para su reencuentro con la obra musical Karina y Timoteo: Niños otra vez en 2022, que se realizó a través de una gira por los departamentos del Perú. Adicionalmente, debido a las festividades de fiestas patrias, Bonilla fue protagonista del show anual El circo de Karina y Timoteo en las ediciones 2022 y 2023.

### Otras participaciones
En 2012, participó como refuerzo de la actriz Daniela Sarfati en el programa de baile El gran show. Años después volvió con el mismo rol para reforzar a la actriz Pierina Carcelén y posteriormente, a la modelo Darlene Bernaola.A lo paralelo con su trabajo en la televisión, colaboró junto a otros artistas con la campaña de Unicef, Ponte buena onda.
En el año 2012 volvió a trabajar con Karina Rivera, pero esta vez caracterizando a su nuevo personaje: el dragón Teodoro, ya que América Televisión, poseedor de los derechos de imagen, le vetó usar a Timoteo fuera del canal.Con Teodoro se presentó en show presenciales y virtuales.
En 2016, ingresó como participante del reality Amigos y rivales VBQ, sin embargo, fue eliminado del concurso semanas después.

## Filmografía
| Televisión | Televisión                   | Televisión | Televisión               | Televisión         | Televisión |
| Años       | Título                       | Papel      | Notas                    | Emisión            | Ref.       |
| ---------- | ---------------------------- | ---------- | ------------------------ | ------------------ | ---------- |
| 1995-2000  | Karina y Timoteo             | Timoteo    | Animador infantil        | América Televisión |            |
| 1996-2000  | El show del Chavo            | Timoteo    | Animador infantil        | América Televisión |            |
| 1997-1999  | El circo de Karina y Timoteo | Timoteo    | Animador infantil        | América Televisión |            |
| 2000-2006  | María Pía y Timoteo/De la Re | Timoteo    | Animador infantil        | América Televisión | [ 19 ]     |
| 2000-2001  | El show de la Refurinfunflay | Timoteo    | Animador infantil        | América Televisión |            |
| 2007-2012  | La casa de Timoteo           | Timoteo    | Presentador              | América Televisión |            |
| 2012       | ¡Qué familias!               | Timoteo    | Copresentador            | América Televisión |            |
| 2012-2013  | Americlub                    | Timoteo    | Presentador              | América Televisión |            |
| 2012       | El gran show                 | Timoteo    | Participante de refuerzo | América Televisión |            |
| 2016       | Amigos y rivales VBQ         | Timoteo    | Participante (Eliminado) | América Televisión | [ 20 ]     |

| Teatro | Teatro                           | Teatro          | Teatro |
| Año    | Título                           | Papel           | Ref.   |
| ------ | -------------------------------- | --------------- | ------ |
| 2006   | Saltimbanquis: el musical        | Horacio         | [ 21 ] |
| 2022   | Karina y Timoteo: Niños otra vez | Timoteo         |        |
| 2024   | Sor-presa                        | Madre superiora | [ 22 ] |